# Fritz Reuter (dichter)

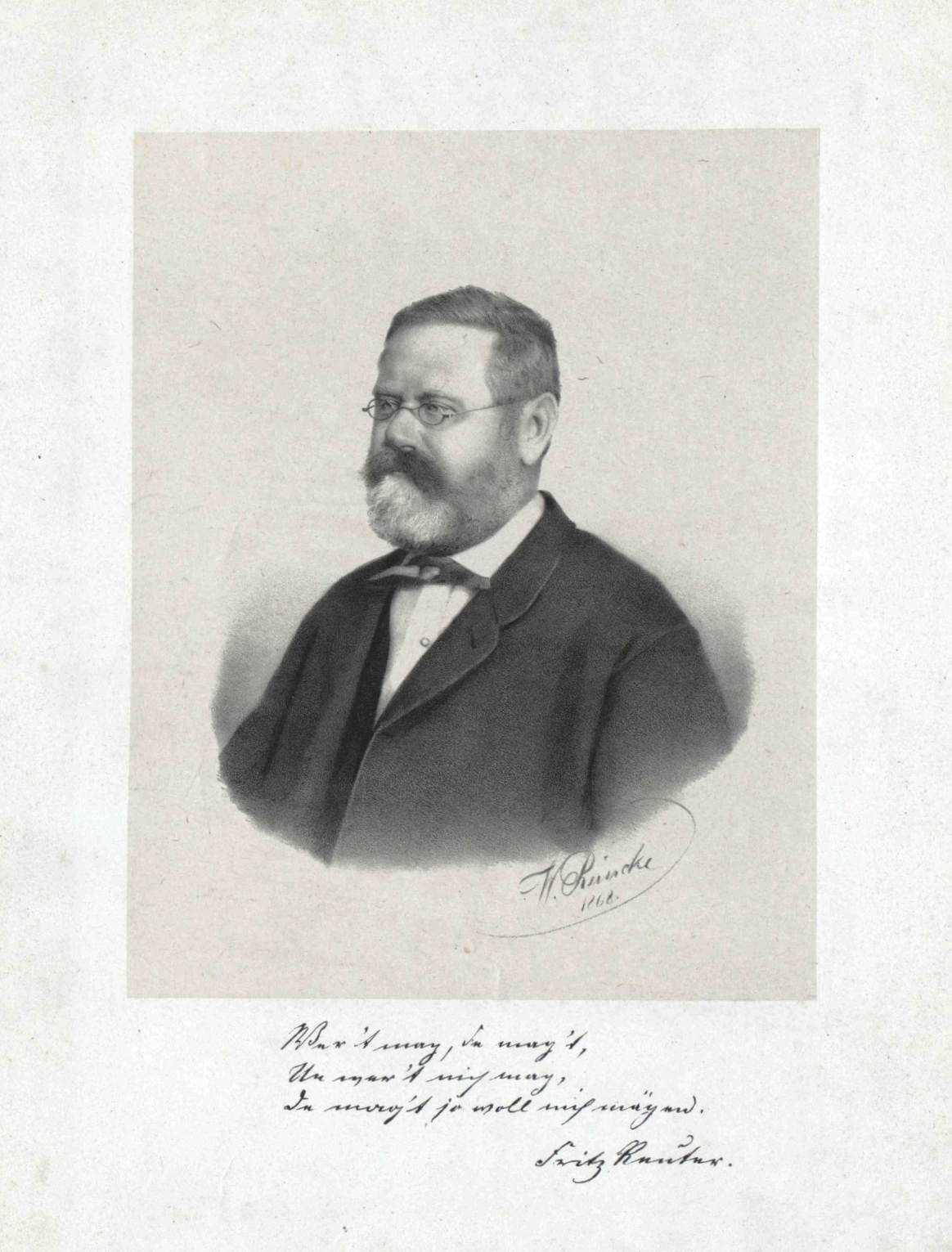
Fritz Reuter in 1868

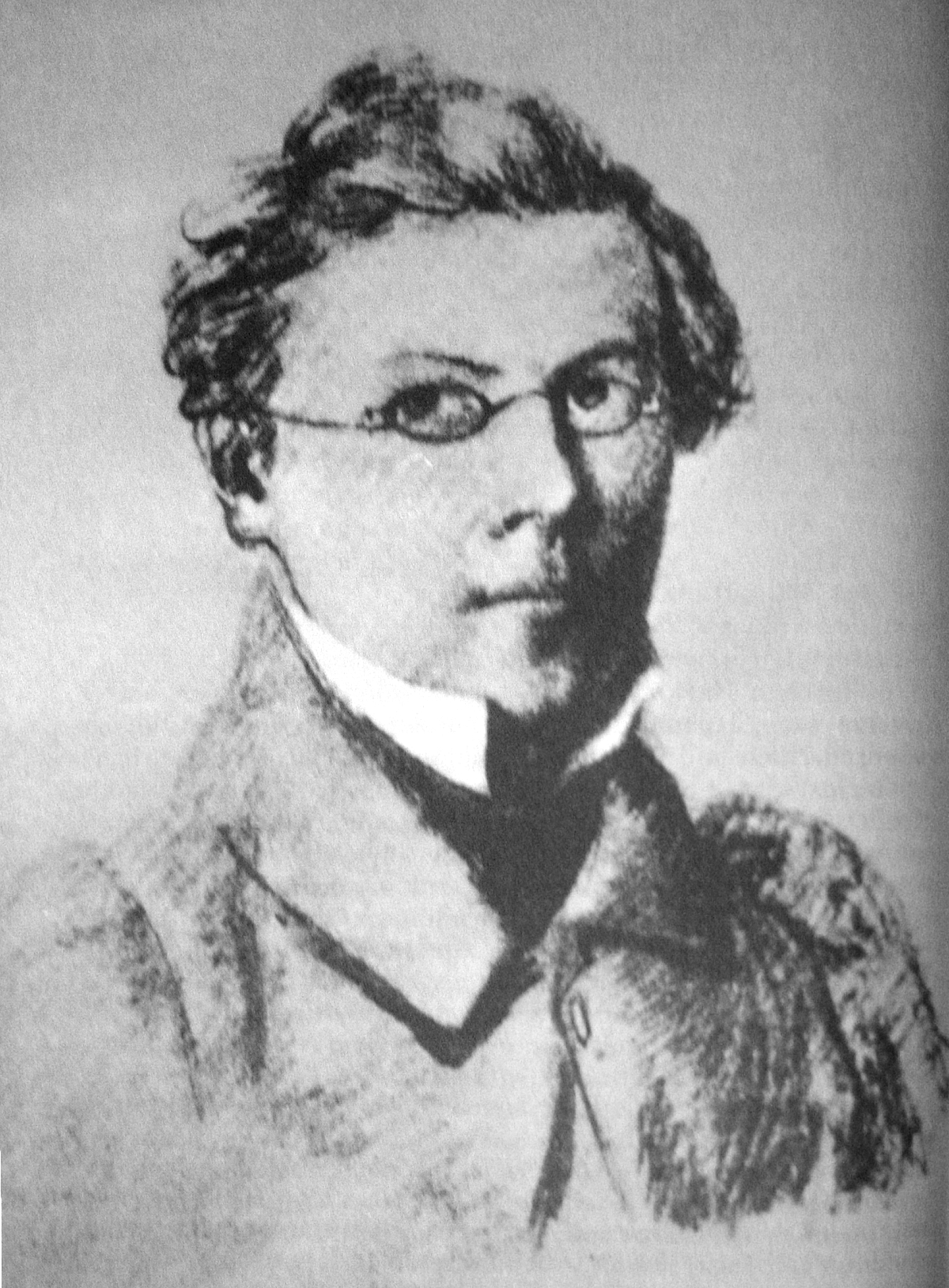
Zelfportret van Fritz Reuter in 1833

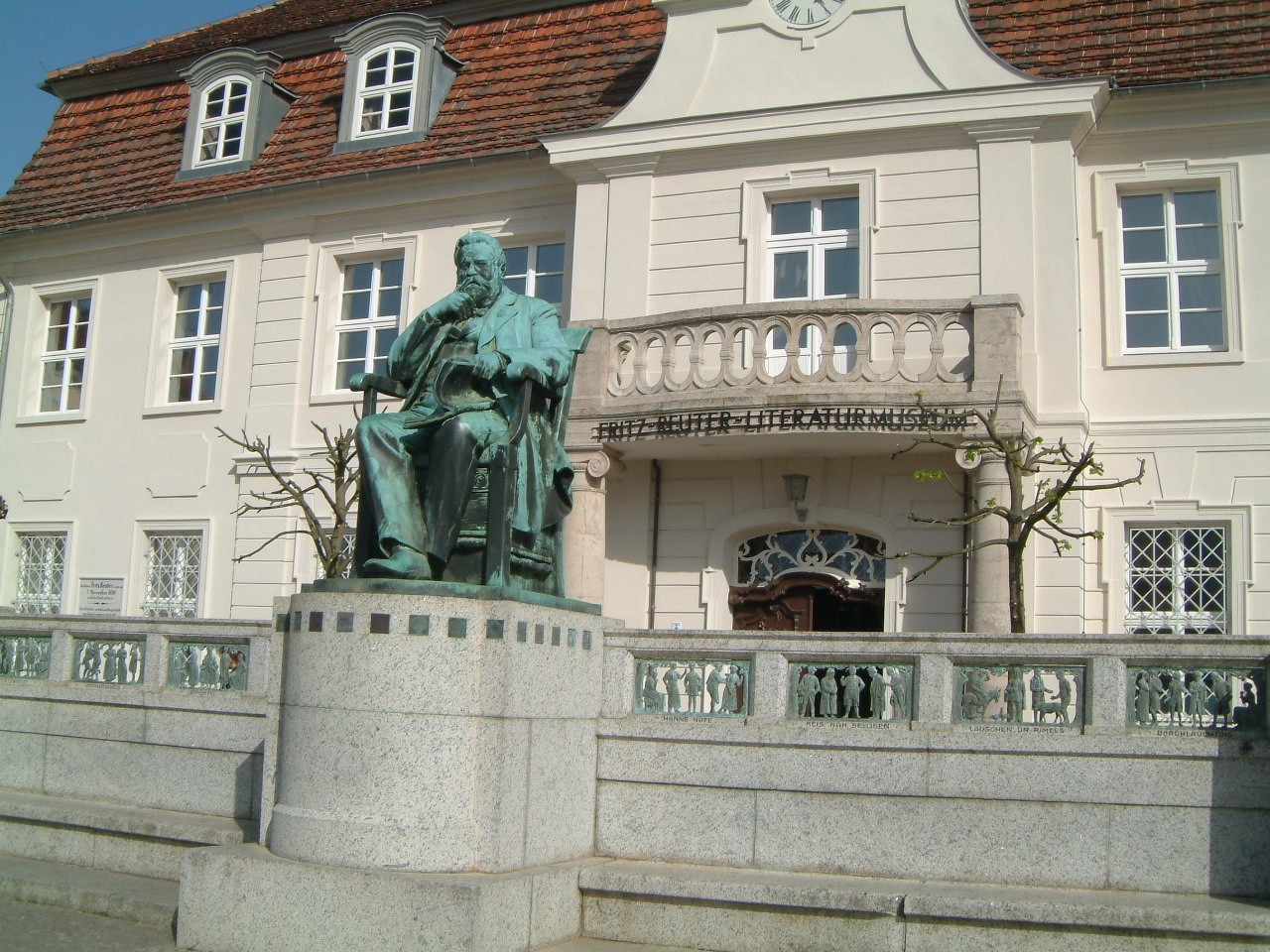
Het Fritz Reuter Literatuurmuseum in Stavenhagen

Heinrich Ludwig Christian Friedrich Reuter (Stavenhagen, 7 november 1810 - Eisenach, 12 juli 1874) was een Duitse schrijver en dichter. Fritz Reuter was een van de belangrijkste schrijvers in het Nedersaksisch. Samen met Klaus Groth wordt hij gezien als de grondlegger van de moderne Nedersaksische literatuur.

## Leven
Fritz Reuter werd in 1810 geboren in Stavenhagen in het Hertogdom Mecklenburg-Schwerin. Zijn vader was burgemeester, stadtrichter en boer. Vanaf zijn veertiende kreeg hij privéonderwijs thuis en daarna volgde hij het Gymnasium in de, in het Groothertogdom Mecklenburg-Strelitz gelegen, stad Parchim.
Vanaf 1831 studeerde hij rechten aan de Universiteit van Rostock en in het jaar daarop aan de Universiteit van Jena. In 1833 werd hij in Berlijn gearresteerd door de Pruisische overheid omdat hij lid was van de Burschenschaft 'Germania.' Hij werd vastgezet in het Fort Silberberg in Silezië. Hoewel de enige aanklacht die bewezen kon worden was dat hij gezien was terwijl hij kleding droeg met de kleuren van de studentenvereniging, werd hij ter dood veroordeeld wegens hoogverraad. Zijn straf werd omgezet in 30 jaar gevangenis Veste Coburg door Frederik Willem III van Pruisen. In 1838 werd hij overgeplaatst naar een fort in Dömitz, zijn geboortestaat, door persoonlijke handelen van de groothertog van Mecklenburg. Na twee jaar in dit fort gezeten te hebben kwam hij in 1840 vrij door amnestie nadat Frederik Willem IV van Pruisen de troon besteeg. Hij vervolgde in Heidelberg zijn studie rechten. Hij stopte met studeren toen zijn vader ontdekte dat hij amper tijd aan zijn studie besteedde. In 1845 overleed zijn vader die hem had onterfd. Hierna begon hij met schrijven. Eerst in het Hoogduits en later, met meer succes, in het Nedersaksisch. In 1850 werd hij privéleraar in Treptow an der Tollense en trouwde hij met Luise Kuntze, een dochter van een dominee.
Reuter schreef later een autobiografisch boek over de tijd dat hij gevangen zat: Ut mine Festungstid, verschenen in 1862. 
- Bibsys: 90554748
- Bibliothèque nationale de France: cb122211221 (data)
- CiNii: DA05114517
- Digitale Bibliotheek voor de Nederlandse Letteren: reut007
- Gemeinsame Normdatei: 118599976
- International Standard Name Identifier: 0000 0001 0878 0142
- Library of Congress Control Number: n50045836
- Nationale Bibliotheek van Letland: 000137830
- Bibliotheek van het Japanse parlement: 00551767
- Nationale Bibliotheek van Tsjechië: ola2002109922
- Nationale bibliotheek van Australië: 35448990
- Nationale Bibliotheek van Israël: 987007266915805171
- Nationale Bibliotheek van Polen: a0000002297569
- Nationale en Universitaire bibliotheek Zagreb: 000326944
- Nederlandse Thesaurus van Auteursnamen: 068626541
- RKD-Nederlands Instituut voor Kunstgeschiedenis: 356348
- LIBRIS: 221887
- SNAC: w6s77pf4
- Système universitaire de documentation: 02734200X
- Trove: 1092807
- Virtual International Authority File: 22192693
- WorldCat: E39PBJmHH7VV6kcyCPvFd4cQMP